# Chinuabel
Chinuabel (Chinuabel en aragonès, Ginuábel en castellà) és una població de l'Alt Aragó que es troba a la vall de La Solana, a la comarca del Sobrarb (Osca). Es tenen referències històriques d'aquesta població des de l'any 1495 (Genuava). Deshabitada completament a partir de finals de la dècada dels anys seixanta. Els habitatges del poble i les terres limítrofes van ser expropiats a les famílies propietàries per l'ICONA, i la zona va ser destinada a projectes de repoblació forestal. Fins als anys seixanta el nucli urbà estava format per 8 cases i a la dècada dels anys trenta per 10: 
1. Casa Agustina
2. Casa Barrau
3. Casa Castillo
4. Casa Juan
5. Casa Périz
6. Casa Puyuelo
7. Casa Quimiende
8. Casa Salas
9. Casa Ezquerra
10. Casa Cosme

Ginuábel està situat a 1169 metres d'altitud al vessant esquerre del barranc de Yasa. De tradició ramadera (xai) i agrícola. Limítrof amb Cajol - Castellar - Muro - Sasé - Festa major: 27 d'agost. Llocs d'interès: Església de Santiago (S.XVI). Rutes BTT i senderisme.